# Roland Gorse
Pas d'image ? Cliquez ici

a Compétitions nationales et continentales officielles uniquement.

b Matchs officiels uniquement.
Roland Gorse, né le 2 avril 1948 à Albi, est un joueur de rugby à XIII dans les années 1970 et 1980.
Fidèle aux couleurs du club d'Albi, il prend part aux deux titres remportés par le club albigeois dans les années 1970, le Championnat de France en 1977 et la Coupe de France en 1974, côtoyant en club Michel Moussard, Fernand Kaminski et Yves Alvernhe.
Fort de ses performances en club, il est sélectionné en équipe de France entre 1972 et 1977, prenant part à la Coupe d'Europe des nations 1978.

## Palmarès
- Collectif :
  - Vainqueur du Championnat de France : 1977 (Albi).
  - Vainqueur de la Coupe de France : 1974 (Albi).

### Détails en sélection de rugby à XIII
| 1. | 15 janvier 1978 | Pays de Galles | 7-29 | Coupe d'Europe | Troisième ligne | - | - | - | - |